# Beloozërskij
Beloozërskij (in russo Белоозёрский?) è una cittadina della Russia europea centrale, situata nella oblast' di Mosca. Apparteneva al Voskresenskij rajon).
Sorge alcune decine di chilometri a sudest di Mosca, a 22 chilometri di distanza dalla cittadina di Voskresensk.